# فرانك والش
فرانك والش (بالإنجليزية: Francis Henry Walsh)‏ هو نقابي وسياسي أسترالي وبريطاني (وحمل سابقاً جنسية المملكة المتحدة لبريطانيا العظمى وأيرلندا)، ولد في 6 يوليو 1897 في أستراليا، وتوفي في 18 مايو 1968 في نفس البلد. حزبياً، نشط في حزب العمال الأسترالي (فرع جنوب أستراليا) ‏.

## مناصب
- انتخب Leader of the Australian Labor Party (SA Branch) ‏ (1960 – 1967).
- انتخب Minister of Social Welfare ‏ (1 يونيو 1967 – 26 مارس 1968).
- انتخب وزير الإسكان (18 مارس 1965 – 1 يونيو 1967).
- انتخب وزير مالية جنوب أستراليا [الإنجليزية]‏ (10 مارس 1965 – 1 يونيو 1967).
- انتخب عضو مجلس النواب جنوب أستراليا من الجمعية عن دائرة Electoral district of Edwardstown [الإنجليزية]‏ وقد انضم خلال فترته النيابية (3 مارس 1956 – 1 مارس 1968) للكتلة البرلمانية حزب العمال الأسترالي (فرع جنوب أستراليا) [الإنجليزية]‏.
- انتخب عضو مجلس النواب جنوب أستراليا من الجمعية عن دائرة Electoral district of Goodwood [الإنجليزية]‏ وقد انضم خلال فترته النيابية (29 مارس 1941 – 2 مارس 1956) للكتلة البرلمانية حزب العمال الأسترالي (فرع جنوب أستراليا) [الإنجليزية]‏.
- انتخب رئيس وزراء جنوب أستراليا ‏ (6 مارس 1965 – 1 يونيو 1967).